# علم باز

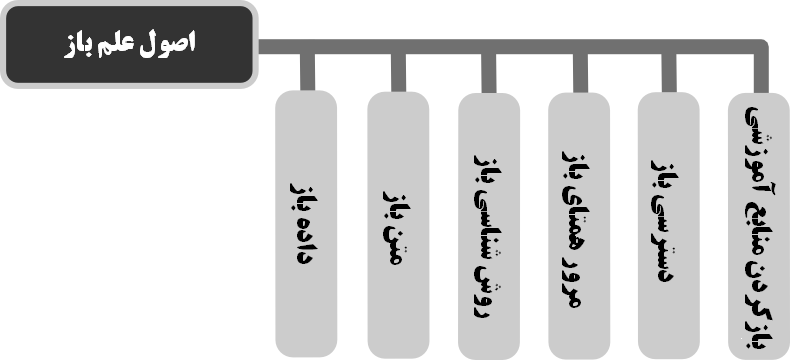
شش اصل علم باز

علم باز (به انگلیسی: Open science) دانش در دسترس و شفافی است که از طریق شبکه‌های تعاملی به اشتراک گذاشته می‌شود و توسعه می‌یابد.جنبش در دسترس قرار دادن تحقیقات علمی، انتشارات، داده‌ها و نرم‌افزارها و ترویج تحقیقات علمی میان تمام سطوح پرسشگران جامعه آماتور یا حرفه ای است. علم باز شامل شیوه‌هایی مانند انتشار پژوهش باز، مبارزه برای دسترسی آزاد و تشویق دانشمندان به عمل بازکردن یادداشت‌های علمی خود و به‌طور کلی آسان‌تر سازی انتشار و ارتباطات دانشی و علمی است. پروژه تسهیل آموزش علم باز برای تحقیقات اروپایی (فاستر) که از سوی اتحادیه ارو‍پا تأمین مالی می‌شود طبقه‌بندی علم باز را به عنوان تلاشی برای جایابی و ترسیم علم باز منتشر ساخته است. علم باز با مفاهیم دیگری مثل پژوهش باز تداخل دارد و به سمت دسترسی آزاد گام برداشته و دانشمندان را به علم دفترچه‌باز تشویق می‌کند و بدین طریق انتشار و ارتباطات علمی را آسان‌تر می‌سازد.
در قرن ۱۷م. با ظهور مجله علمی، در پی تقاضای اجتماعی برای دسترسی به دانش علمی، علم به نقطه‌ای رسید که همکاری گروهی دانشمندان برای به اشتراک گذاشتن منابع به یک ضرورت تبدیل شد و این نتیجه یک روند تداوم یافته بود نه یک انقلاب ناگهانی. در دوران مدرن بحثی که در جریان است این است که اطلاعات علمی تا چه حد باید به اشتراک گذاشته شود.  بین تمایل دانشمندان به دسترسی به منابع به اشتراک گذاشته شده در مقابل خواست‌های سودبری فردی از منابع تعارض وجود دارد. همچنین وضعیت دسترسی باز و منابعی که برای ارتقاء آن در دسترس هستند از یک زمینه تحقیقات دانشگاهی به دیگر زمینه تحقیقاتی متفاوت است.

## پس زمینه
عموماً علوم به مثابه جمع‌آوری، تجزیه و تحلیل، چاپ و نشر، باز ارزیابی، نقد و استفاده مجدد از داده‌ها درک می‌شود. طرفداران علم باز تعدادی از موانع انتشار گسترده داده‌های علمی و دلایل انصراف دانشمندان از این کار را شناسایی کرده‌اند.
این موانع عبارتند از دیوارهای مالی و ناشران انتفاعی تحقیقات، محدودیت در استفاده از داده توسط ناشران داده، قالب بندی ضعیف داده‌ها یا استفاده از نرم‌افزار مالکانه که باز هدف گذاری را دشوار می‌کند و بی میلی فرهنگی به انتشار اطلاعات بخاطر ترس از دست دادن کنترل بر چگونگی استفاده از اطلاعات.
طبق طبقه‌بندی فاستر علم باز اغلب می‌تواند شامل جنبه‌های دسترسی آزاد، داده باز، و جنبش منبع باز باشد و به موجب آن علم مدرن به نرم‌افزار به منظور پردازش داده‌ها و اطلاعات نیاز دارد. علم محاسبه باز همچنین مشکل تکرارپذیری نتایج علمی را هدف قرار می‌دهد.

### انواع مختلف "علوم باز
اصطلاح "علم باز" هیچ تعریف ثابت یا عملیاتی ندارد. از یک طرف از آن به عنوان یک "پدیده گیج کننده "یاد می‌کنند. از سوی دیگر این واژه برای گرد هم آوری یک سری از اصول پرورش رشد علمی و مکمل برای دسترسی عموم به علم استفاده شده است. بندیکت فشر(Benedikt Fecher) و شاشا فقایسک(Sascha Friesike) از «مکاتب فکری» چندگانه برای توصیف تفسیرهای مختلف از این واژه استفاده می‌کنند.
طبق دیدگاه فشر و فقایسک علم باز یک اصطلاح چتر وار است که فرضیات مختلف در مورد توسعه و انتشار دانش را پوشش می‌دهد. برای نشان دادن برداشت‌های مختلف این واژه آنها بین پنج مکتب علم باز تفاوت قائل می‌شوند:

#### مکتب زیرساخت
مکتب زیرساخت بر این فرض تأسیس شده که "کارآمدی" پژوهش به در دسترس بودن ابزار و برنامه‌های کاربردی(Applications) بستگی دارد؛ بنابراین "هدف" از مکتب زیرساخت گسترش و ایجاد بسترهای باز، ابزارها و خدمات برای دانشمندان است. از این رو مکتب زیرساخت توسعه زیرساخت‌های فنی پیاده‌سازی کردارهای تحقیقاتی در حال ظهور و در حال توسعه از طریق شیوه‌های اینترنتی را در دستور کار خود قرار داده است. از جمله نمونه‌های زیرساخت‌ها استفاده از نرم‌افزار و برنامه‌های کاربردی به‌علاوه شبکه‌های متعارف رایانشی است. از این جهت مکتب زیرساخت علم باز را به عنوان یک چالش فناورانه در نظر می‌گیرد. مکتب زیرساخت با مفهوم علوم سایبری"cyberscience" گره خورده است، علوم سایبری روند استفاده از فناوری اطلاعات و ارتباطات در تحقیقات علمی است که منجر به توسعه بخش‌های زیادی از مکتب زیرساخت شده است. برخی عناصر خاص علم باز شامل افزایش همکاری و تعامل بین دانشمندان و همچنین توسعه علوم "علم منبع باز " است. جامعه شناسان دو بحث مرکزی در روند مکتب زیرساخت ذکر کرده‌اند:
۱. رایانش توزیع شده(Distributed computing): این روند شامل کردارهایی می‌شود که برون سپاری پردازش‌های سنگین علمی رایانه ای به شبکه ای از رایانه‌های داوطلب در سراسر جهان را دنبال می‌کنند. از جمله نمونه‌هایی که جامعه شناسان به آن اشاره کرده‌اند اوپن ساینس گرید(Open Science Grid) است که که توسعه پروژه‌های بزرگ که نیاز به حجم بالا از مدیریت اطلاعات و پردازش دارند را از طریق شبکه‌های رایانه ای توزیع شده ممکن ساخته است. افزون بر این توری ابزارهای لازم برای تسهیل این فرایند را فراهم می‌آورد.
۲. شبکه‌های اجتماعی و همکاری میان دانشمندان: این روند شامل توسعه نرم‌افزارهایی است که باعث می‌شود تعامل با دیگر محققان و همکاری علمی بسیار ساده‌تر از شیوه‌های سنتی و غیر دیجیتال باشد. این روند به‌طور خاص با تمرکز بر پیاده‌سازی ابزارهای جدیدتر وب ۲٫۰، تسهیل فعالیت‌های تحقیقاتی با کمک اینترنت را دنبال می‌کند. دی روره(Roure) و همکاران (2008) فهرستی از از چهار قابلیت کلیدی است که محیط تحقیقات مجازی اجتماعی (SVRE) را تشکیل می‌دهد به شرح زیر اعلام کرده‌اند:
- SVRE باید در درجه اول به مدیریت و به اشتراک گذاری موارد تحقیقاتی کمک کند. نویسندگان این موارد را انواع کالاهای دیجیتال تعریف می‌کنند که بارها و بارها توسط محققان استفاده می‌شود.
- در درجه دوم SVRE باید برای در دسترس گذاشتن کلاهای دیجیتالی تحقیقات برای پژوهشگران انگیزه لازم را ایجاد کند.
- SVRE باید «باز» و همچنین «توسعه پذیر» باشد بنحوی که انواع مختلف آثار دیجیتال که SVRE را تشکیل می‌دهند به راحتی قابلیت ادغام در سامانه را داشته باشد.
- چهارم، نویسندگان پیشنهاد می‌کنند که SVRE باید بیش از یک ابزار ساده‌سازی ذخیره اطلاعات پژوهشی باشد. در عوض محققان پیشنهاد می‌کنند که پلت فرم باید «کنش پذیر» باشد؛ یعنی پلت فرم باید به گونه ای ساخته شود که موارد تحقیقاتی بتواند در انجام تحقیقات استفاده شوند نه اینکه فقط ذخیره شده باشند.

#### مکتب سنجش
مکتب سنجش به‌دنبال توسعه روش‌های جایگزین برای تعیین تأثیر علمی است. این مکتب اذعان دارد که اندازه‌گیری‌های علمی تأثیر بسیار مهمی روی کار محقق، اعتبار، بودجه، فرصت‌ها و توسعه حرفه ای او دارد. از این رو نویسندگان استدلال می‌کنند که هر گفتمانی در مورد علم باز حول توسعه یک معیار قوی علمی برای سنجش تأثیر علمی در عصر دیجیتال می‌گردد. نویسندگان به بحث در مورد دیگر تحقیقات نشان می‌دهد پشتیبانی برای اندازه‌گیری. سه جریان کلیدی در مرور ادبیات شناسایی شده توسط نویسندگان عبارتند از:
- مرور همکارانه وقت گیر توصیف می‌شود.
- تأثیر یک مقاله اغلب به نام از نویسندگان مقاله نسبت داده می‌شود اما بیشتر ارجاعات به اعتبار مجله مربوط می‌شود تا کیفیت خود مقاله.
- فرمت‌های جدید نشر که با فلسفه علم باز منطبق است به ندرت در قالب یک مجله یافت می‌شود تا انتساب ضریب تأثیر ممکن باشد.

از این رو این این مکتب استدلال می‌کند که فناوری‌های سریع تر سنجش تأثیر موجود است که می‌تواند بر طیف مشخصی از انتشارات اعمال شود، مثلاً میزان پوشش یک تحقیق یا نوآوری تحقیقاتی در رسانه‌های اجتماعی و وب گاه‌ها سنجیده شود تا مشخص گردد که آن نوآوری علمی چقدر مؤثر بوده است. جان کلام این مکتب این است که استفاده‌های پنهان مانند خواندن، بحث و رتبه‌بندی فعالیت‌هایی قابل تعقیب هستند و این آثار می‌توانند و باید مورد استفاده قرار گیرد. اصطلاح چتری برای این نوع جدید از سنجش، سنجه‌های بدیل(altmetrics) نامیده می‌شود که ابتدا در سال ۲۰۱۱ در مقاله پریم و همکاران (۲۰۱۱) ابداع شده است. نویسندگان به‌طور قابل توجهی به بحث در مورد شواهدی پرداخته‌اند که سنجه‌های بدیل با وبسنجی‌های سنتی که آهسته و بدون ساختارند تفاوت دارند. سنجه‌های بدیل برای این پیشنهاد شدند که بتوان بر مجموعه ای بیشتر از اقدامات تکیه کرد که توییت‌ها، وبلاگ‌ها، بحث‌ها و بوک مارک‌ها را نیز در بر بگیرد. نویسندگان ادعا می‌کنند که ادبیات موجود اغلب پیشنهاد می‌کند که سنجه‌های بدیل باید فرایندهای علمی و معیارهای تحقیق و همکاری را نیز دربر گیرند تا یک سنجه جامع شکل دهند. اما نویسندگان در ارزیابی خود تصریح کرده‌اند که تنها چند مقاله اندک روش جزئی چگونگی انجام این کار را تشریح کرده‌اند. نویسندگان با استناد به این موضوع و فقر مطالب در این زمینه اینطور جمع‌بندی کرده‌اند که تحقیقات در این حوزه در مراحل جنینی قرار دارد. .

#### مکتب عمومی
تمرکز اصلی این مکتب اینست که مخاطبان گسترده‌تری به علم دسترسی داشته باشند. فرضیه درونی این مکتب آنطور که توسط نویسندگان تشریح شده است اینست که فناوری‌های جدید ارتباطی همچون وب ۲٫۰ به دانشمندان اجازه می‌دهد فرایند تحقیقات را بازتر کنند و همچنین دانشمندان می‌توانند «محصولات پژوهشی» خود را بهتر با علاقه غیر کارشناسان منطبق کنند؛ بنابراین این مکتب توسط دو جریان عمده شناسایی می‌شود: یک جریان استدلال می‌کند که باید توده‌ها به روند تحقیقات دسترسی داشته باشند در حالی که جریان دیگر استدلال می‌کند باید دسترسی عمومی به محصول علمی افزایش یابد.
- دسترسی به فرایند پژوهش: فناوری ارتباطات اجازه می‌دهد تا نه تنها تحقیقات به خوبی مستندسازی شود بلکه همچنین افراد مختلف بیشتری را در فرایند تحقیق مشارکت می‌دهد. نویسندگان عبارت جاری در این روند تحقیقاتی را علم شهروندی(citizen science) ذکر کرده‌اند. این اصطلاح یک اصطلاح است که مشارکت غیر دانشمندان و افراد آماتور در پژوهش را شامل می‌شود. نویسندگان مواردی را ذکر کرده‌اند که در آن ابزارهای بازی به دانشمندان اجازه می‌دهد از قدرت مغزی یک نیروی کار داوطلب برای شناسایی چند جایگشت از سازه‌های درهم تنیده پروتئینی استفاده کنند. این به دانشمندان اجازه می‌دهد تا از بررسی بسیاری از ساختارهای محتمل پروتئین راحت شوند و همچنین دانش شهروندان در مورد علم «غنی سازی» شود. نویسندگان همچنین انتقادات مشترک به این رویکردها را نیز مورد بحث قرار داده‌اند:, ماهیت غیر حرفه ای شرکت کنندگان دقت علمی آزمایش را تهدید می‌کند.
- قابلیت درک نتیجه تحقیقات: دغدغه این جریان تحقیقاتی قابل فهم سازی تحقیقات برای مخاطبان گسترده‌تر است. نویسندگان رفتار مجموعه ای از محققان را توصیف می‌کنند که استفاده از ابزارهای خاص برای ارتباطات علمی مانند خدمات میکروبلاگینگ را ترویج می‌کنند تا کاربران مستقیم به تحقیقات مربوط متصل شوند. نویسندگان ادعا می‌کنند که این مکتب این را وظیفه هر محقق می‌داند که پژوهش خود را در دسترس عموم مردم قرار دهد. نویسندگان سپس در ادامه وجود بازار در حال ظهور دلالان و واسطه‌هایی که دانش بیش از حد پیچیده را برای عموم قابل فهم می‌سازند اشاره می‌کنند.

#### مکتب دموکراتیک
دغدغه مکتب دموکراتیک مفهوم دسترسی به دانش است. در مقابل تمرکز بر دسترسی به تحقیقات و قابلیت فهم آن طرفداران این مکتب بر دسترسی به محصولات از تحقیقات تمرکز دارند. دغدغه اصلی این مکتب موانع حقوقی و سیار موانعی است که مانع از دسترسی به نشریات پژوهشی و داده علمی است. نویسندگان عنوان می‌کنند که طرفداران این مکتب معتقدند که هر گونه محصول تحقیقاتی باید آزادانه در دسترس باشد. نویسندگان عنوان می‌کنند که مفهوم زمینه ای این مکتب این است که همه از حق برابر برای دسترسی به دانش به خصوص در داده‌ها و آزمایش‌ها دولتی برخوردارند. نویسندگان دو جریان مرکزی در این مکتب شناسایی کرده‌اند: دسترسی و دسترسی باز به داده باز.
- داده باز: نویسندگان نگرش‌های موجود در این زمینه که علیه این مفهوم قیام کرده‌اند که مجلات چاپ و نشر شده باید نسبت به داده‌های تجربی ادعای کپی رایت داشته باشند؛ زیرا این موضوع مانع از استفاده مجدد از داده‌ها و در نتیجه باعث کاهش بهره‌وری کلی علمی می‌شود. موضع آنها این است که مجلات از داده‌های تجربی هیچ بهره ای نمی‌برند و اجازه دادن به دیگر محققان در استفاده از این داده‌ها مفید خواهد بود. نویسندگان به تحقیقات دیگر استناد می‌کنند که نشان می‌دهند تنها یک چهارم از محققان موافق به اشتراک گذاشتن داده‌های خود با دیگر محققان هستند و دلیل این تلاش مورد نیاز برای انطباق است.
- دسترسی باز به تحقیقات منتشره: طبق این مکتب بین ایجاد و به اشتراک گذاری دانش فاصله وجود دارد. موافقان استدلال می‌کنند که گرچه دانش علمی هر ۵ سال دو برابر می‌شود دسترسی به این دانش محدود باقی مانده است. این موافقان استدلال می‌کنند که دسترسی به دانش یک ضرورت برای توسعه انسانی به ویژه در مفهوم اقتصادی آن است.

#### مکتب عملگرا
مکتب عملگرای علم باز به دنبال کارآمد سازی ایجاد دانش و انتشار کارآمد سازی ترویج دانش با افزایش همکاری در طول فرایند پژوهش است. عملگرایان استدلال می‌کنند که علم می‌تواند با مودولاسیون(modularizing) فرایندها و بازکردن زنجیره ارزش علمی بهینه‌سازی شود. 'باز' در این حالت از مفهوم نوآوری باز بسیار تقلید کرده است. به عنوان مثال اصول داخلی خارجی (از جمله دانش خارجی در فرایند تولید) را گرفته و مفاهیم داخل به بیرون (سرریز فرایندهای تولید سابقاً بسته) را به علم منتقل می‌کند. وب ۲٫۰ مجموعه ای از ابزارهای مفید در نظر گرفته می‌شود که می‌تواند به تقویت همکاری (گاهی اوقات نیز به عنوان علم ۲٫۰ ارجاع داده می‌شود) منجر شود. علاوه بر این علوم شهروندی گونه ای از همکاری در نظر گرفته می‌شود که شامل انتقال دانش و اطلاعات از غیر دانشمندان به جامعه علمی است. فشر و فقایسک اشتراک گذاری داده‌ها را به عنوان نمونه ای از مکتب عملگرا ذکر کرده‌اند. چون اشتراک گذاری داده‌ها به محققان کمک می‌کند با استفاده از داده‌های دیگر محققان، سوالات تحقیقاتی جدیدی را دنبال کنند یا فعالیت‌های داده محور را تکرار کنند.

## تاریخچه
پذیرش گسترده نهاد مجله علمی، نشانگر آغاز مفهوم مدرن علم باز است. قبل از این در جوامع دانشمندان را به رفتارهای مخفیانه سوق می‌دادند.

### قبل از مجلات
قبل از ظهور مجلات علمی دانشمندان با انتشار اکتشافات علمی چیز کمی به دست آورده یا از دست می‌دادند . بسیاری از دانشمندان از جمله گالیله، کپلر، اسحاق نیوتن، کریستین هویگنس و رابرت هوک نتایج اکتشافات خود را در مقالات کدگذاری شده به وسیله واروواژه و سایفر کدگذاری می‌گردند و سپس متن کدگذاری شده را توزیع می‌کردند. قصد آنها این بود که از کشف خود منفعت کسب کنند و سپس کشف خود را آشکار کنند تا ثابت کنند که آنها مالک آن ایده هستند.
نظام عدم انتشار اکتشافات به دلیل اینکه اکتشافات سریع منتشر نمی‌شدند و دشوار شدن اثبات اینکه یک نفر اولین فردی است که ایده‌ای را مطرح کرده است موجب بروز مشکلاتی می‌شد.. نیوتن و گوتفرید لایبنیتز هر دو ادعا کرد که حساب دیفرانسیل و انتگرال را اول ایجاد کرده‌اند. نیوتن گفت که او در دهه ۱۶۶۰ و ۱۶۷۰ حساب دیفرانسیل و انتگرال را تدوین کرده است اما نتایج تحقیقاتش را تا ۱۶۹۳ منتشر نکرد. لایبنیتس "رسالهٔ حساب دیفرانسیل و انتگرال("Nova Methodus pro Maximis et Minimis") را در ۱۶۸۴ منتشر کرد. بحث در مورد اول بودن در نظام‌هایی که در آن علم منتشر نمی‌شود طبیعی و رایج است و این برای دانشمندان خواهان بهره‌مندی از مزایای اول بودنشان مشکل ساز است.
این موارد نشانگر نظام حمایتی نخبه سالارانه است که در آن دانشمندان برای توسعه چیزهای کاربردی یا سرگرم‌کننده منابع مالی دریافت می‌کردند. به این ترتیب تأمین مالی کار علمی همان وجهٔ حمایت از هنرمندان، معماران و فلاسفه را به ارمغان می‌آورد. به این ترتیب دانشمندان تحت فشار بودند که امیال حامیان خود را برآورده کنند و تحقیقات خود را منتشر نکنند زیرا چنین کاری وجه و پرستیژ را به کسانی غیر از حامیانشان منتقل می‌کرد.

### ظهور آکادمی‌ها و مجلات
نهایتاً نظام‌های حمایتی فردی از عرضه خروجی‌های مورد تقاضای جامعه بازماندند. حامیان منفرد نمی‌توانستند به اندازه کافی تأمین مالی محققان را انجام دهند در حالی که محققان شغل‌های ناپایداری داشتند و نیازمند تأمین مالی دائمی بودند. تحولی که این شرایط را تغییر داد روندی که بود که در آن گروهی از دانشمندان در یک آکادمی متمرکز می‌شدند که توسط چندین حامی مالی پشتیبانی می‌شد. در سال ۱۶۶۰ انگلستان انجمن سلطنتی و در ۱۶۶۶ فرانسوی‌ها فرهنگستان علوم فرانسه را راه اندازی کردند. بین سالهای ۱۶۶۰ تا ۱۷۹۳ دولت‌ها حدود ۷۰ سازمان علمی الگوبرداری شده از آن دو آکادمی را به رسمیت شناختند. در سال ۱۶۶۵ هنری اندلنبورگ ویراستار مجله تبادلات فلسفی در جامعه سلطنتی شد.. این مجله اولین مجله ای بود که صرفاً به کار علمی اختصاص داشت و پایه‌گذار رشد انتشارات علمی شد. تا سال ۱۶۹۹ تعداد مجللات علمی به ۳۰ عدد و در سال ۱۷۹۰ تعداد مجلات به ۱۰۵۲ مورد رسید. پس از آن انتشار مجلات شتاب بیشتری گرفت.

### نگارش علوم عامه پسند
اولین گاهنامه علوم عامه پسند در سال ۱۸۷۲ تحت نامی که هنوز هم جدید است و کل نشریات این حوزه بدان نام شناخته می‌شوند یعنی علوم عامه پسند یا پاپیولار ساینس(Popular Science) منتشر شد. مجله پاپیولار ساینس مدعی است که اختراع تلفن، گرامافون، لامپ برق و آغاز فناوری خودرو را مستندسازی کرده است. مجله تا بدان حد پیش می‌رود که مدعی است که «تاریخ پاپیولار ساینس بازتاب واقعی پیشرفت بشر از بیش از ۱۲۹ سال گذشته است.» مباحث نوشته‌های پاپیولار ساینس بیشتر حول استدلال نوعی از «ترقی علمی» شکل گرفته است. تاریخ‌نگاری اخیر پیرامون پاپیولار ساینس نشان می‌دهد عبارت «ترقی علمی» به گزارش‌های دنیل گرینبرگ در زمینه دولت و علم در سال ۱۹۷۹ می‌رسد که در آن عنوان می‌کند تعداد مجلات علمی رشد قارچ‌وار دارد. این تاریخ‌نگاری بر اساس زمان انتشار و داستان صفحه اصلی کارل ساگان به در سال ۱۹۸۰ بیان می‌کند که علوم عامه پسند تبدیل به یک «سرگرمی» شده‌اند. مقاله عنوان می‌کند که هر روایتی از اینکه علوم عامه پسند فاصله میان توده‌های آگاه و دانشمندان را پر کرده است باید ابتدا به این سؤال پاسخ دهند که چه کسی دانشمند فرض شده است.

### همکاری میان دانشگاهیان
در دوران جدید بسیاری از آکادمی‌ها به محققان دانشگاه‌های بهره‌مند از بودجه عمومی فشار وارد می‌آورند که بخشی از تحقیق خود را به اشتراک گذاشته و تملک بخش توسعه فناوری آن را در اختیار بگیرند. بعضی از محصولات علمی قابلیت تولید درآمد تجاری دارند و بسیاری از نهادهای تحقیقاتی، اطلاعات و فناوری ای که می‌تواند به رشد و توسعه کلی علم منجر شود را در آرزوی کسب درآمد از آن اطلاعات و فناوری‌ها نزد خود نگه می‌دارند. پیش‌بینی بازده بالقوه فناوری دشوار است اما این توافق وجود دارد که مزیتی که یک نهاد از نگهداری اطلاعات نزد خود کسب می‌کند به بزرگی هزینه ای که منع سایر نهادهای پژوهشی از دسترسی به این اطلاعات ایجاد می‌کند نخواهد بود.

## سیاست
در بسیاری از کشورها، دولت بعضی از تحقیقات علمی را تأمین مالی می‌کند. محققان بیشتر اوقات نتایج تحقیقات خود را به صور مقاله درمی‌آورند و در مجلات علمی‌ای منتشر می‌کنند که معمولاً پولی هستند. موجودیت‌های عمومی از قبیل دانشگاه‌ها و کتاب‌خانه‌ها به عضویت این مجلات در می‌آیند. مایکل آیزن مؤسس کتابخانه عمومی علوم این نظام را اینگونه توصیف می‌کند که «مالیات دهندگانی که قبلاً پول برای انتشار تحقیقات داده‌اند باید یک بار دیگر برای خواندن نتایج پول بدهند»
در دسامبر ۲۰۱۱، بعضی قانون‌گذاران آمریکایی طرحی با عنوان قانون کارهای تحقیقاتی را به کنگره تقدیم کردند. این طرح آژانس‌های فدرال را از پرداخت گرنت (پژوهانه) منع می‌کند و آن‌ها را ملزم می‌کند مقالاتی را که گزارش می‌کنند کارشان با حمایت مالی و پرداخت مالیات انجام شده است به صورت رایگان منتشر کنند.
ریاست هلندی شورای اتحادیه اروپا در سال ۲۰۱۶ طرحی را پیشنهاد داد مینی بر اینکه تحقیقاتی که توسط کمیسیون اروپا تأمین مالی شده است علم باز محسوب شود.

### استدلال‌ها در مخالفت

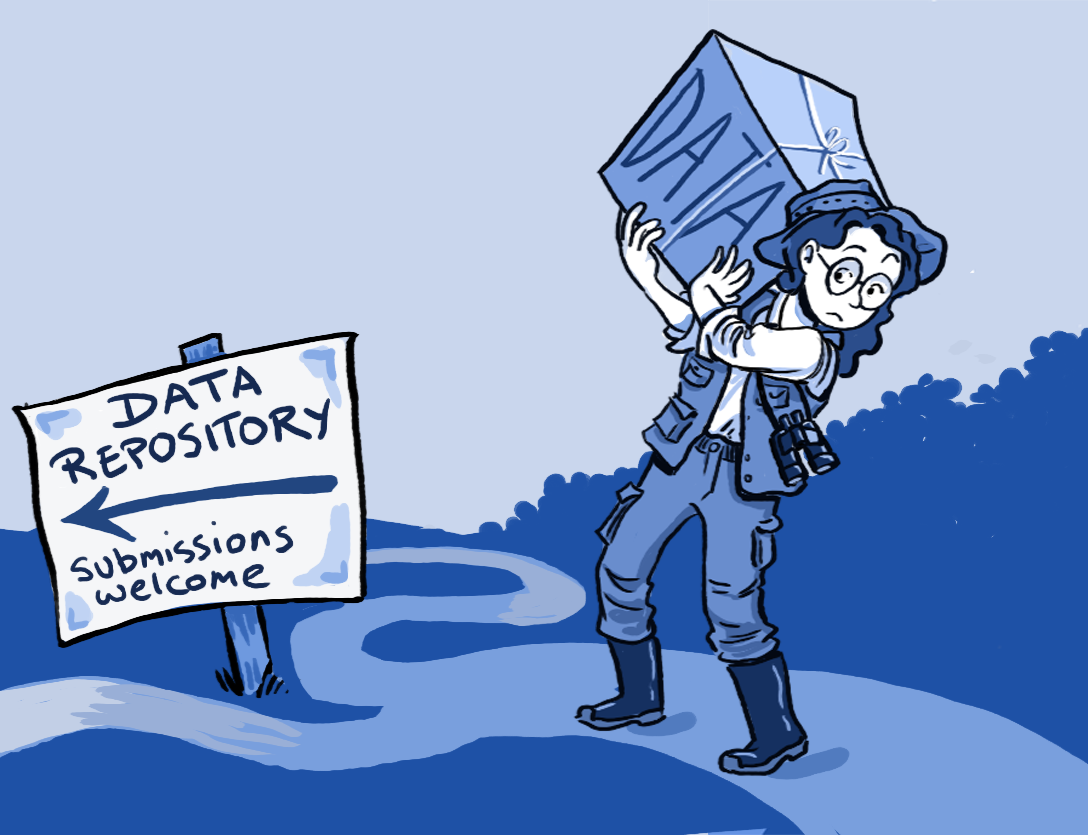
اشتراک گذاری باز اطلاعات چندان رایج نیست

استدلالها علیه داده باز بعضی نگرانی‌ها را مطرح می‌کنند. یکی از این استدلال‌ها اینست که بعضی محققان تنها به داده‌هایی که محققان دیگر با کار سخت گردآورده اند تکیه می‌کنند و خودشان داده جمع نمی‌کنند. این امکان که افراد ناشایسته از داده‌ها سوء استفاده کنند و اینکه داده‌های جدید از گزارش کردن یا تکرار داده‌های قدیمی مهم‌تر هستند از دیگر استدلالها علیه علوم باز هستند.
حجم زیاد اطلاعات نامرتب دانشمندان را به خود دلگرم می‌کند
بعضی از دانشمندان مجذوب افکار خود شده و کمتر از اطلاعات دیگران استفاده می‌کنند.  یکی از نقدهایی که به الکساندر گروتندیک شده است این است در یادگیری از دیگران تأثیرپذیری نداشت و می‌گفت «می‌خواهم از راه خودم چیزها را یاد بگیرم به جای آن که از نظرات دیگران و اجماع استفاده کنم.»
احتمال سوء استفاده
در سال ۲۰۱۱ دانشمندان هلندی مقاله‌ای را در مجله ساینس منتشر کردند که از قصدشان برای انتشار مقاله‌ای دربارهٔ سویه‌ای از ویروس آنفلوآنزای H5N1 خبر می‌داد که می‌توان آن را به راسوی اهلی منتقل کرد چرا که رفتاری مشابه انسان در پاسخ به آنفلوآنزا دارد. این خبر بحثی را هم در مجامع سیاسی و هم در مجامع علمی به وجود آورد چرا که انتشار این داده‌های علمی می‌توانست پیامدهای اخلاقی به دنبال داشته باشد و از آن برای ساخت سلاح بیولوژیک استفاده شود. این وقایع مثال‌هایی هستند که احتمال سوء استفاده از داده‌های علمی را نشان می‌دهند. 
دانشمندان به‌طور جمعی در مناسبت‌هایی مثل کنفرانس آسیمولار دربارهٔ DNA نوترکیب که در سال ۱۹۷۵ برگزار شد توافق کرده‌اند که زمینه‌های تحقیقاتی‌شان محدود شود.: 111  و در سال ۲۰۱۵ نیز یک ممانعت قانونی برای یک تکنیک ویرایش ژنوم انسانی ارائه شد.
عموم مردم درک غلطی از داده‌های علمی دارند
در سال ۲۰۰۹ ناسا فضاپیمای کپلر را ارسال کرد و قول داد که داده‌های گردآوری شده را در جون ۲۰۱۰ منتشر کند. بعدها آنها تصمیم گرفتند که انتشار اطلاعات را به تعویق بیندازند تا قبل از انتشار دانشمندان نگاهی به آنها بیندازند. منطق آنها این بود که غیر دانشمندان ممکن است به صورت غیرعمدی داده‌ها را غلط تفسیر کنند و دانشمندان ناسا فکر می‌کردند که ترجیح بر اینست که مردم از قبل با داده‌ها آشنا شوند که بتوانند با دقتی معادل دانشمندان در مورد این داده‌ها گزارش تهیه کنند. 
با زیاد شدن مقدار علم، تأیید اکتشافات مشکل خواهد شد
هنگامی که افراد بیشتری داده‌ها را گزارش کنند بررسی همه داده‌ها زمان بیشتری خواهد برد و احتمالاً داده‌های کم کیفیت بیشتری تولید خواهد شد و استخراج جمع‌بندی سخت خواهد شد.
علم بی‌کیفیت
داوری همتای پس از انتشار که در علوم باز رایج است به خاطر ترویج تولید مقالات کم کیفیت تر که شدیداً حجیم هستند مورد انتقاد قرار گرفته‌اند. به‌طور خاص منتقدان عنوان می‌کنند که کیفیت در مخازن داده پیش از انتشار تضمین نمی‌شود و ارزیابی صحت مقالات از طرف خوانندگان منفرد دشوار خواهد بود. راهکارهای رایجی برای این مسئله پیشنهاد شده است از جمله اینکه از یک قالب جدید استفاده شود که در آن هر چیزی قابلیت انتشار داشته باشد اما پس از آن مدل فیلترنگهبانی اعمال شود که تحقق بعضی استانداردهای کیفیتی در همه آنچه منتشر می‌شود را تضمین می‌کند.

### استدلال‌ها در حمایت
تعدادی از محققان رشته‌های مختلف استدلال‌هایی در له و مزایای علوم بازدارند. تمرکز این استدلال‌ها بیشتر بر ارزش علوم باز در بهبود شفافیت و اعتبار تحقیق و همین‌طور مالکیت عموم بر علم، به‌ویژه علمی که از طریق منابع عام تأمین مالی شده متمرکز است. به عنوان نمونه در ژانویه ۲۰۱۴ کریستوفر بار راهنمای جامع علم باز را منتشر کرد. به همین ترتیب در ژانویه ۲۰۱۷ گروهی از محققان شناخته شده در زمینه علوم باز "مانیفست " علم باز را در مجله نیچر به چاپ رساندند، در این مانیفست بیان کردند که این وظیفه آن‌هاست که تحقیقات علمی را را به تحقیقات علمی باز تغییر بدهند و به اصول علم باز متعهد باشند.
با انتشار گزارش‌ها و داده‌های تحقیقاتی به صورت دسترسی آزاد، دقت بررسی علمی آنها بیشتر خواهد شد
در مقاله ای که در سال ۲۰۱۰ توسط زیست فضاشناسان ناسا در مجله ساینس منتشر شد، نوعی باکتری با نام جی‌اف‌ای‌جی-۱ معرفی شد که می‌توانست آرسنیک را متابولیزه کند. این یافته به همراه ادعای ناسا که این مقاله می‌تواند تحقیقت روی شواهد زندگی فرازمینی اثرگذار باشد با انتقاداتی درون جامعه علمی مواجه شد. بیشتر نظرات علمی و نقدها در مورد این مسئله در فروم‌های عمومی و از همه معروف تر در تویتر اتفاق افتاد. در آنجا صدها دانشمند و غیر دانش‌مند یک جامعه هشتگی با عنوان #arseniclife خلق کردند. زیست‌فضاشناس دانشگاه بریتیش کلمبیا روزی ردفیلد یکی از منتقدان بی‌پروای تحقیق تیم ناسا نیز پیشنویسی از گزارش تحقیقاتی منتشر کرد که او و همکارانش انجام داده بودند و یافته‌های تیم ناسا را رد می‌کرد. جف رودر علم باز را به مثابه «تلاشی برای حفظ حق دیگران به حصول جمع‌بندی مستقل در مورد داده‌ها و کارهای شما» تعریف کرده است.
پول مردم برای علم صرف می‌شود پس نتایج آن نیز باید در اختیار عموم قرار بگیرد
تأمین مالی تهیه مقالات تحقیقاتی از بودجه عمومی به عنوان یکی از دلایل اولیه در لزوم فراهم‌آوری دسترسی باز به این تحقیقات به‌شمار می‌رود. از آنجا که دیگر بخش‌های تحقیق همچون کد، داده، پروتکل‌ها و پیشنهادیه‌های تحقیق نیز ارزش زیادی دارند، استدلال مشابهی مطرح شده که باید این بخش‌ها نیز تحت مجوز کریتیو کامنز منتشر شوند.

## علم آزاد باعث خواهد شد تولیدات علمی بیشتر و شفاف‌تر شود
به‌طور فزاینده موضوع تکرارپذیری تحقیقات مطرح شده است و عبارت بحران تکرارپذیری نیز برای همین موضوع جعل شده است. به‌طور نمونه محقق روان‌شناسی استوارت ویزه اشاره می‌کند که تحقیقات اخیر در مورد مطالعات روان‌شناسی قبلاً منتشر شده نشان می‌دهد که به طرز شوک‌آوری بسیاری از مطالعات قدیمی قابل بازتولید نیستند و رواج عمل هک مقدار پی یکی از مقصران این موضوع تلقی می‌شود. رویکردهای علم باز یکی از راه‌های کمک به افزایش بازتولید پذیری کار تحقیقاتی و همین‌طور کمک به کاهش دستکاری داده‌ها به‌شمار می‌رود.

## علم باز اثر بیشتری دارد
معیارهای اثرگذاری تحقیقات متعدد هستند و تعدادی از آن‌ها محل بحث نیز هستند. . گرچه در معیارهای سنتی شاخص‌های علم‌سنجی ثابت شده است که اجزای علوم باز همچون دسترسی آزاد و داده باز از شیوه‌های سنتی در کمک به اثرگذاری تحقیقات بهتر عمل می‌کنند.

## علوم باز به حل سوالات پیچیده بی‌همتا کمک خواهند کرد
برای پاسخ به سوالات بسیار پیچیده، مثلاً در مورد مبنای عصبی هشیاری، علوم باز ضروری خواهد بود. استدلالی که در حال گسترش است اینست که این مسائل پیچیده‌تر از آن است که توسط یک فرد قابل حل شدن باشد و باید برای حل آن به شبکه ای از دانش‌مندان باز تکیه کرد. ماهیت این نوع بررسی‌ها این مدل از از علوم باز را در زمره علوم بزرگ قرار می‌دهد.

## سازمان‌ها و پروژه‌ها
پروژه‌های علمی بزرگ نسبت به پروژه‌های کوچک بیشتر امکان دارد که به اصول علوم باز عمل کنند. پروژه‌های مختلفی از علوم یاز حمایت مالی می‌کنند، ابزارهایی برای نشر آن توسعه می‌دهند، آن را ترویج می‌کنند یا به آن عمل می‌کنند. به‌طور نمونه مؤسسه علوم مغز آلن چندین پروژه علوم باز در دست اجرا دارد در حالی که مرکز علوم باز پروژه‌هایی برای اجرا، ترویج و خلق ابزارهای قابل استفاده در علوم باز در دست اجرا دارد. علوم باز موجب ظهور زیرشاخه‌های جدیدی همچون زیست‌شناسی مصنوعی باز و درمان‌شناسی باز شده است.
سازمان‌های پیگیر علوم باز اندازه‌ها و ساختارهای مختلفی دارند. بنیاد علوم باز(Open Knowledge Foundation) سازمانی جهانی است که کاتالوگ‌های داده بزرگ را به اشتراک می‌گذارد، کنفرانس‌های چهره به چهره برگزار می‌کند و از پروژه‌های منبع باز حمایت می‌کند. در مقابل بلو ابلیسک(Blue Obelisk) گروه غیررسمی از شیمی‌دان‌ها و پروژه‌های انفورماتیک شیمی مرتبط است. عنوان این سازمان‌ها پویاست و بعضی سازمان‌های عمومی متوقف شده‌اند مثلاً ساینس کامانز(Science Commons) و سازمان‌های جدیدی در تلاش برای رشد هستند، مثلاً سلف جورنال آف ساینس. نیروی سازمان‌دهی کننده مشترک این پروژه‌ها عبارت است از دامنه دانش، نوع خدماتی که عرضه می‌شود و حتی جغرافیا مثلاً اوسی‌اس‌دی‌نت(OCSDNet) با تمرکز بر کشورهای در حال توسعه است.

### اجرا
بسیاری از پرژه‌های علم باز بر گردآوری و هماهنگ‌سازی مجموعه‌های دانش‌نامه‌ای از مقادیر زیاد داده سازماندهی شده هستند. نقشه‌های بروز ژن در اطلس مغز آلن از مغزهای موش و انسان؛ دانش‌نامه زندگی که حیات گونه‌های خشکی‌زی را مستند می‌کند؛ باغ وحش منظومه‌ها، منظومه‌ها را رده‌بندی می‌کند؛ پروژه بین‌المللی هپ‌مپ که نقشه هاپلوتیپ ژنوم انسان را تدوین می‌کند؛ ابتکار مونارک که داده‌های بالینی و مدل زیستی یکپارچه را فراهم می‌سازد و نقشه‌برداری آسمانی دیجیتال اسلون که مجموعه‌های داده را از منابع مختلف منتظم و منتشر می‌کند. همه این پروژه‌ها اطلاعات فراهم شده توسط بسیاری از محققان مختلف را با استانداردهای مراقبتی و عرضه نوآوری مختلف جمع می‌کنند.
دیگر پروژه‌ها پیرامون تکمیل پروژه‌هایی که نیازمند همکاری گسترده هستند ساماندهی شده‌اند. به عنوان نمونه اپن‌ورم (به انگلیسی OpenWorm) یک پروژه چند رشته‌ای برای شبیه‌سازی سطح سلولی یک کرم لوله ای است. پروژه پلی‌مث (به انگلیسی Polymath Project) به دنبال حل مسائل دشوار ریاضی با ممکن سازی ارتباطات سریعتر میان رشته ریاضیات است. پروژه آموزش و تکرار همکارانه(CERP) دانشجویان کارشناسی را با تأمین مالی به عنوان دانش‌ور شهروند استخدام می‌کند  و هر پروژه بر اساس نیازهای خود برای همکاری را تعریف می‌کند.
دیگر نمونه پروژه علم باز اولین رساله دکتری باز بود که در سال ۲۰۱۲ آغاز شد. این پروژه به عنوان یک آزمون شخصی از ابتدا در دسترس بود تا بررسی شود آیا در مرحله تولید علم چنین کاری ممکن خواهد بود یا خیر. هدف پروژه این بود که همه چیز مرتبط با دکتری را از ابتدا که تحقیق شروع می‌شود تا انتهای تحقیق از لحظه‌ای که ممکن می‌شود تحت مجوزهای باز به صورت برخط در اختیار همه افراد قرار بگیرد. تحقیق نهایتاً در سال ۲۰۱۸ با موفقیت پایان یافت و به عنوان یک کتاب باز منتشر شد.

### تبلیغ
چندین سند، سازمان و جنبش‌های اجتماعی متعددی پذیرش بیشتر علم باز را تبلیغ می‌کنند. مرام‌نامه (به انگلیسیStatements of principle )های اینچنینی شامل ابتکار دسترسی باز بوداپست و اصول پانتون می‌شوند. بیانه‌های جدیدی مستمراً در حال ایجاد هستند همچون دعوت آمستردام برای عمل به علم باز که در اواخر ماه مه سال ۲۰۱۶ به ریاست هلندی شورای اتحادیه اروپا عرضه شد. این بیانیه‌ها و مرام‌نامه‌ها اغلب می‌کوشند که مجوزهای لازم برای انتشار ادبیات و داده‌های علمی را تدوین کنند.
دیگر مبلغین بر آموزش دانشمندان و محققان پیرامون ابزارهای نرم‌افزاری علم باز متمرکز شده‌اند. آموزش‌هایی همچون سمینارهای تمرینی مثل پروژه داده بری (به انگلیسی Data Carpentry)، پروژه برش نرم‌افزاری و مواد آموزشی خاص یک حوزه فعالیتی خاص، آموزش در کلاس‌های دانش‌گاهی همچون ابتکارات علم باز از جمله تلاش‌های گسترش این حوزه هستند. بسیاری از سازمان‌ها نیز در مورد اصول علم باز آموزش‌هایی عرضه می‌کنند.
در جوامع دانشگاهی نیز بخش‌ها و گروه‌های علاقه ای هستند که کنش‌های علم باز را تبلیغ می‌کنند. جامعه زیست‌شناسی آمریکا یک بخش علم بازدارد. جامعه باستان‌شناسی آمریکا نیز یک گروه علاقه علم از دارد.

### مجلات
بسیاری از مجلات در حال بررسی مدل انتشار مقالات باز هستند. کتابخانه علومی علم یا پلوس در حال ایجاد یک کتابخانه عمومی از مجلات باز و ادبیات علمی باز است. دیگر روش‌های انتشار آزمایشی شامل مدل‌های تأخیری و ترکیبی هستند. در حوزه‌های مختلف آزمایش‌های مختلفی در جریان است:
- اف1000ریسرچ انتشار باز و داوری همتای باز را برای دانش‌زیستی عرضه می‌کند
- ابابتکار علوم باز مجله مهندسی نرم‌افزار تجربی نویسندگان را تشویق می‌کند که یک بسته بازتولیدپذیری برای تحقیق خودشان عرضه کنند که با نشان علوم باز ارزیابی می‌شود.[۷۴]

پشتیبانی مجله ای از علوم باز با خادم‌های عرضه‌کننده نسخه‌های پیش از انتشار در تقابل نیستند: فیگ‌شیر متن، تصاویر و دیگر داده‌ها را آرشیو و به اشتراک می‌گذارد؛ نسخه‌های پیش از انتشار علوم باز، آرکایو و آرشیو هال نسخه‌های پیش از انتشار مقالات را در رشته‌های بسیاری را عرضه می‌کنند.

### نرم‌افزار
گستره‌ای از منابع رایانه‌ای از علوم باز پشتیبانی می‌کنند. این منابع شامل نرم‌افزارهایی همچون چارچوب علوم باز از مرکز علوم باز برای مدیریت اطلاعات پروژه، ذخیره داده‌ها و هماهنگی تیم تحقیقاتی می‌شود؛ خدمات رایانش توزیع شده همچون ایبری‌سیویس برای بهره بردن از زمان‌های بلااستفاده بودن واحد پردازنده مرکزی رایانه‌ها برای امور نیازمند صرف توان پردازشی بالا و خدماتی همچون اکسپرایمنت‌دات‌کام تأمین مالی جمع‌سپارانه برای پروژه‌های تحقیقاتی فراهم می‌آورند.
گستره‌ای از منابع رایانه‌ای از علوم باز پشتیبانی می‌کنند. این منابع شامل نرم‌افزارهایی همچون چارچوب علوم باز از مرکز علوم باز برای مدیریت اطلاعات پروژه، ذخیره داده‌ها و هماهنگی تیم تحقیقاتی می‌شود؛ خدمات رایانش توزیع شده همچون ایبری‌سیویس برای بهره بردن از زمان‌های بلااستفاده بودن واحد پردازنده مرکزی رایانه‌ها برای امور نیازمند صرف توان پردازشی بالا و خدماتی همچون اکسپرایمنت‌دات‌کام تأمین مالی جمع‌سپارانه برای پروژه‌های تحقیقاتی فراهم می‌آورند.
بسترهای زنجیره بلوکی برای علوم باز پیشنهاد شده‌اند. اولین نوع از این بسترها سازمان علوم باز است که حل مسائل بغرنج تکه‌تکه شدگی زیست‌بوم علمی و سختی‌های تولید علوم باکیفیت و اعتبارسنجی شده را هدف گذاری کرده است. از میان ابتکارات سازمان علوم باز می‌توان به نظام ایده‌های بین سیاره‌ای (آی‌پی‌آی‌اس)، شاخص محقق (آرآٰر)، هویت واحد محقق (یوآرآی) و شبکه تحقیق اشاره کرد. نظام ایده‌های بین‌سیاره‌ای یک سامانه مبتنی بر زنجیره بلوکی است که رشد ایده‌های علمی را در طول زمان ردیابی می‌کند. این سامانه به کمی‌سازی ایده‌ها بر اساس منحصربه فرد بودن و اهمیت کمک می‌کند و بنابراین جامعه علمی را قادر می‌سازد نقاط مسئله خیز موضوعات علمی را شناسایی کند و از باز اختراع غیرضروری تحقیقات علمی انجام شده جلوگیری می‌کند. شاخص محقق تدوین یک شاخص آماری هدایت شده با داده برای کمی سازی تأثیر محققان را دنبال می‌کند. هویت محقق واحد یک راهکار مبتنی بر زنجیره بلوکی برای ایجاد هویت واحد یکتا برای هر محقق است که به نمایه محقق، فعالیت‌های تحقیقی و انتشارات وی متصل می‌شود. شبکه تحقیق یک بستر شبکه اجتماعی برای محققان است.
در نوامبر سال ۲۰۱۹ یک مقاله علمی تناسب فناوری زنجیره بلوکی برای پشتیبانی از علوم باز را بررسی کرد. نتایج تحقیق آن‌ها نشان داد که این فناوری کاملاً مناسب علوم باز است و می‌تواند مزایایی به عنوان مثال امنیت داده، اعتماد و همکاری را به ارمغان بیاورد. گرچه استفاده گسترده از فناوری به میزان پذیرش جامعه علمی و انطباق آن‌ها با رویه‌های این فناوری وابسته است.

### خادم‌های نسخه پیش از انتشار
خادم‌های نسخه‌های پیش از انتشار به اشکال مختلفی شکل گرفته‌اند اما یک سری ویژگی‌های استاندارد در همه آن‌ها پایدار است: آن‌ها تلاش می‌کنند دانش علمی به صورت سریع و رایگان به عموم منتقل شود. خادم‌های نسخه‌های پیش از انتشار به عنوان مسیری به ترویج تحقیقات شناخته می‌شوند و سیاست‌های آن‌ها در مورد اینکه از زمان پذیرش در مجلات مقاله چه زمانی می‌توانند پذیرفته شوند با یک‌دیگر تفاوت دارند.  همچنین یکی از ویژگی‌های خادم‌های نسخه پیش از انتشار فقدان رویه داوری همتا در آن‌هاست- معمولاً خادم‌های نسخه پیش از انتشار گونه‌ای از بررسی کیفیت برای رعایت حداقل‌های انتشار دارند اما این سازوکار مانند سازوکار داوری همتا نیست. بعضی از خادم‌های نسخه پیش از انتشار آشکارا با جنبش علوم باز مشارکت دارند. خادم‌های نسخه پیش از انتشار خدماتی مشابه آن مجلات عرضه می‌کنند و گوگل اسکولار بسیاری از خادم‌های نسخه پیش از انتشار را نمایه می‌کند و اطلاعات پیرامون ارجاعات به نسخه‌های پیش از انتشار را گردآوری می‌کند. اغلب سرعت کم انتشار مقالات علمی در مسیرهای سنتی دلیل روی آوردن به این مسیر ذکر می‌شود. انگیزه راه اندازی سوسارک که یک خادم نسخه پیش از انتشار در حوزه تحقیقات علوم اجتماعی است این ادعاست که تحقیقات ارزش‌مندی که در مسیرهای سنتی منتشر می‌شوند اغلب چندین ماه یا چندین سال طول می‌کشد تا منتشر شوند که این می‌تواند فرایند علم را خیلی کند و آهسته کند. دیگر استدلالی که در حمایت از روی آوردن به سوسارک مطرح می‌شود کیفیت و سرعت دریافت بازخور به محققان است.  بنیان‌گذاران سوسارک عنوان می‌کنند که بستر آن‌ها محققان را قادر می‌سازد که بازخور سریع از همکاران خودشان روی بستر به‌دست بیاورند و در نتیجه محققان قادر می‌شوند که کار خودشان را تا بالاترین سطح کیفی ممکن قبل از انتشار در رسمی برسانند. بنیان‌گذاران سوسارک همچنین عنوان می‌کنند که بستر آن‌ها بالاترین سطح انعطاف‌پذیری را برای نویسندگان در بروزرسانی و ویرایش کار آن‌ها فراهم می‌آورد تا اطمینان حاصل شود که آخرین نسخه از کار برای ترویج سریع در دسترس است. مؤسسان عنوان می‌کنند که به‌طور سنتی در مجلات رسمی که رویه‌های رسمی برای بروزرسانی مقالات منتشر شده دارند این رویه اتفاق نمی‌افتد. شاید برترین مزیت بعضی از خادم‌های نسخه پیش از انتشار انطباق پذیری بی وقفه آن‌ها با نرم‌افزارهای علوم باز همچون چارچوب علوم باز باشد. مؤسسان سوسارک عنوان می‌کنند که خادم نسخه پیش از انتشار آن‌ها همه جنبه‌های چرخه عمر تحقیق را در مقالاتی که در خادم نسخه پیش از انتشار منتشر می‌شوند با چارچوب علوم باز متصل می‌کنند. طبق ادعای مؤسسان این موضوع به شفافیت بیشتر و کار حداقلی از سمت نویسندگان منجر می‌شود.
یکی از انتقاداتی که به خادم‌های نسخه پیش از انتشار وارد می‌شود، امکان ترویج فرهنگ سرقت ادبی توسط آن‌هاست. به عنوان مثال آرکایو مجبور شد ۲۲ مقاله را حذف کند چون مشخص شد حاوی سرقت ادبی بودند. در مورد دیگری مقاله‌ای که توسط فردی به یکی از اعضای دارای دسترسی سازمانی سپرده شد تا آن را در آرکایو منتشر کند اما بعداً مشخص شد مقاله حاوی سرقت ادبی بوده است. خادم‌های نسخه پیش از انتشار به شدت تلاش می‌کنند که مسئله سرقت ادبی را نیز حل کنند. در کشورهای در حال توسعه مانند هند و چین اقدامات آشکاری برای مبارزه با سرقت ادبی انجام شده است. از جمله اقدامات اینست که اغلب گونه ای از انباره‌های مرکزی برای همه نسخه‌های پیش از انتشار فراهم می‌شود که امکان استفاده از الگوریتم‌های سنتی شناسایی تقلب را فراهم می‌آورد. به هرحال این موضوع یک مسئله جدی مورد بحث در خادم‌های نسخه پیش نویس و در نتیجه برای علوم باز است.